# エミッヒ・カール・ツー・ライニンゲン
エミッヒ・カール・ツー・ライニンゲン（Emich Carl Fürst zu Leiningen, 1763年9月27日 - 1814年7月4日）は、ドイツのシュタンデスヘル。ライニンゲン侯。バイエルン王国軍の陸軍少将、連隊長だった。

## 生涯
ライニンゲン侯カールとその妻の伯爵令嬢クリスティアーネ・ヴィルヘルミーネ・ツー・ゾルムス＝レーデルハイムの間の第4子、長男として生まれた。
侯家の所領はフランス革命戦争の戦火に巻き込まれ、侯家一族は1796年にプファルツ地方へ避難した。1803年、帝国代表者会議主要決議により、ライニンゲン家はライン川左岸の全ての所領を放棄した。その補償として、同家は世俗化によって解体された旧マインツ選帝侯領の一部（アモールバッハ修道院、ミルテンベルク、エーバーバッハ、タウバービショフスハイム）、旧ヴュルツブルク司教領の一部（グリュンスフェルト、ハルトハイム、ラウダ）、プファルツ選帝侯領の一部（ボックスベルク、モースバッハ）を領地として割り当てられた。侯家はアモールバッハの旧修道院を新たな居館とした。侯家は福音派信徒だったが、1600km²の広さの所領に住む9万人の住民はカトリック信徒だった。このライニンゲン侯領は1806年に独立諸侯の地位を失い、侯領の主権はバーデン大公国、ヘッセン大公国、バイエルン王国によって分割され、この決定はウィーン会議の決議により確定した。翌1807年の父の死により、エミッヒ・カールが侯家家督を引き継いだ。
エミッヒ・カールは1787年7月4日にエーベルスドルフにおいて、ロイス＝エーベルスドルフ伯ハインリヒ24世の娘ヘンリエッテ（1767年 - 1801年）と最初の結婚をしたが、1801年に死別した。1803年12月21日にコーブルクにおいて、ザクセン＝コーブルク＝ザールフェルト公フランツの娘ヴィクトリアと再婚した。彼女は最初の妻ヘンリエッテの姪であった。1814年にエミッヒ・カールと死別した後、未亡人ヴィクトリアは1818年にイギリス王族のケント公エドワードと結婚し、2人の間の子供の出産が目前に迫るまで、アモールバッハで新婚生活を送った。ケント公夫妻の唯一の女児ヴィクトリアは、1837年にイギリス女王となった。

## 子女
最初の妻ヘンリエッテとの間に男子を1人もうけた。
- フリードリヒ・カール・ハインリヒ・ルートヴィヒ（1793年 - 1800年）

2番目の妻ヴィクトリアとの間に1男1女をもうけた。
- カール・フリードリヒ・ヴィルヘルム・エミッヒ（1804年 - 1856年） - ライニンゲン侯
- アンナ・フェオドラ・アウグステ・シャルロッテ・ヴィルヘルミーネ（1807年 - 1872年） - 1828年、ホーエンローエ＝ランゲンブルク侯エルンスト1世と結婚